# مارك بوكسر
مارك بوكسر (بالإنجليزية: Mark Boxer)‏ هو فنان تشكيلي بريطاني، ولد في 19 مايو 1931، وتوفي في 20 يوليو 1988.

## وصلات خارجية
- مارك بوكسر على موقع الموسوعة البريطانية (الإنجليزية)